# Megan Ellison
Megan Ellison, eigentlich Margaret Elizabeth Ellison (* 1986 in San Carlos, Kalifornien) ist eine US-amerikanische Filmproduzentin.

## Karriere
Nach einem abgebrochenen Filmstudium an der USC School of Cinematic Arts wählte sie den Weg zur professionellen Filmproduzentin. 
Nach ersten Erfolgen mit dem Spätwestern True Grit erhielt sie aus familiärem Vermögen höhere Geldmittel für die von ihr 2011 gegründete Produktionsfirma Annapurna Pictures, um weitere Filmprojekte großzügig zu finanzieren.
2014 wurde Ellison gleich zweimal für einen Academy Award in der Kategorie „Bester Film“ nominiert: Zusammen mit Spike Jonze und Vincent Landay für das Science-Fiction-Werk Her sowie gemeinsam mit Richard Suckle, Charles Roven und Jonathan Gordon für das Drama American Hustle. Eine weitere Oscar-Nominierung erhielt sie 2018 zusammen mit Paul Thomas Anderson, Daniel Lupi und JoAnne Sellar für den Film Der seidene Faden.

### Privatleben
Ihr leiblicher Vater ist der Oracle-Gründer und Multimilliardär Larry Ellison. Megans älterer Bruder David arbeitet ebenfalls als Filmproduzent.
Ellison lebt offen lesbisch. Zu ihren Hobbys zählt das Motorradfahren.

## Filmografie (Auswahl)
- 2010: Passion Play
- 2010: Main Street
- 2010: True Grit
- 2011: Waking Madison
- 2011: Catch .44 – Der ganz große Coup (Catch .44)
- 2012: Lawless – Die Gesetzlosen (Lawless)
- 2012: Killing Them Softly
- 2012: The Master
- 2012: Spring Breakers
- 2012: Zero Dark Thirty
- 2013: American Hustle
- 2013: Her
- 2014: Foxcatcher
- 2015: Joy – Alles außer gewöhnlich (Joy)
- 2016: Everybody Wants Some!!
- 2016: Sausage Party – Es geht um die Wurst (Sausage Party)
- 2016: The Bad Batch
- 2016: Jahrhundertfrauen (20th Century Women)
- 2017: Detroit
- 2017: Indian Horse
- 2017: Der seidene Faden (Phantom Thread)
- 2018: If Beale Street Could Talk
- 2018: Vice – Der zweite Mann (Vice)
- 2019: Booksmart
- 2019: Bernadette (Where’d You Go, Bernadette)
- 2022: She Said (Executive Producer)
- 2023: Landscape with Invisible Hand
- 2024: Nightbitch